# 顺和镇
顺和镇，是中华人民共和国河南省商丘市永城市下辖的一个乡镇级行政单位。

## 行政区划
顺和镇下辖以下地区：
东街村、张庄村、高新庄村、蒋后六子村、赵路口村、李大庄村、朱庄村、刘木匠庄村、吕小楼村、西街村、洪菜园村、赵营村、夏楼村、梁庄村、玉皇村、蔡小街村、蒋大庄村、赵洼村、姬庄村、刘古同村、韩庄村、王庄村、高口村、丰沃村、赵庄埠村、高双庙村、房集村、平房村和蔡庄村。